# Sahel, Burkina Faso
Sahel är en administrativ region i norra Burkina Faso, med gräns mot Mali i norr och Niger i öster. Befolkningen uppgår till 1,1 miljoner invånare och den administrativa huvudorten är Dori. Regionen är uppkallad efter Sahel, den geografiska gränszonen mot Sahara i norr och som sträcker sig tvärs över Afrika.

## Administrativ indelning
Regionen är indelad i fyra provinser:
- Oudalan
- Séno
- Soum
- Yagha

Dessa provinser är i sin tur indelade i sammanlagt 26 departement (dessa fungerar samtidigt som kommuner).